# Алхемијски симбол
Алхемијски симболи, првобитно осмишљени као део алхемије, коришћени су за означавање неких елемената и једињења све до 18. века. Иако је нотација била делимично стандардизована, стил и симбол су варирали међу алхемичарима. Лиди-Тенгерж је објавио попис од 3.695 симбола и варијанти, и то није било исцрпно, изостављајући на пример многе симболе које је користио Исак Њутн. Ова страница стога наводи само најчешће симболе.

## Три основна стања
Према Парацелзусу (1493—1541), главна стања или tria prima којима се материје налазе су:
- Сумпор или душа, принцип запаљивости : 🜍
- Меркур или дух, принцип топљивости и испарљивости : ☿
- Со или тело, принцип незапаљивости и неиспарљивости: 🜔

## Четири основна елемента
Западна алхемија користи четири класична елемента. Симболи који се користе за њих су:
- Ваздух 🜁
- Земља 🜃
- Ватра 🜂
- Вода 🜄

## Седам планетарних метала
Седам метала познатих од класичних времена у Европи било је повезано са седам класичних планета; ово је имало велику улогу у алхемијском симболизму. Тачна корелација је варирала током времена, а у раним вековима су понекад пронађени бронза или електрум уместо живе, или бакар за Марс уместо гвожђа; међутим, злато, сребро и олово су одувек били повезани са Сунцем, Месецом и Сатурном. Асоцијације у наставку су потврђене од 7. века и усталиле су се до 15. века. Ове стандардизације су почеле да се распадају са открићем антимона, бизмута и цинка у 16. веку. Алхемичари би метале обично називали њиховим планетарним именима, нпр. „Сатурн” за олово, „Марс” за гвожђе; једињења калаја, гвожђа и сребра и даље су се називала „весели“, „борбени“ и „месечеви“; или „Јупитерски”, „Марсовски” и „Месечев”, током читавог 17 века. Традиција је остала и данас са именом елемента живе, где су хемичари одлучили да је планетарно име боље од уобичајених имена као што је „живо сребро”, и у неколико архаичних израза као што су лунарна каустика (за сребро-нитрат) и сатурнизам (за тровање оловом).
Свима седам метала владало је једно небеско тело, планета, или божанство. Планете после Сатурна, Уран и Нептун.
- Оловом влада Сатурн ♄
- Калајем влада Јупитер ♃
- Гвожђем влада Марс ♂
- Златом влада Сунце ☉ 🜚 ☼
- Бакром влада Венера ♀
- Живом влада Меркур ☿
- Сребром влада Месец ☽ или ☾ ( или) [такође 🜛 по Њутну] [5]

## Световни елементи и каснији метали
- Антимон ♁ (по Њутну), такође
- Арсен 🜺
- Бизмут ♆ (по Њутну), 🜘 (по Бергману)
- Кобалт(приближно 🜶) (по Бергману)
- Манган (по Бергману)
- Никл (по Бергману; раније коришћен за регулус сумпора)
- Кисеоник (по Лавоисиеру)
- Флогистон (по Бергману)
- Фосфор или
- Платина  или (по Бергману и др.)
- Сумпор 🜍 (по Њутну)
- Цинк  (по Бергману)

## Алхемијска једињења
Следећи симболи су, између осталих, усвојени у Уникоду.
- Киселина (укључујући сирће) 🜊 (</img> )
- Сони амонијак (амонијум хлорид) 🜹 (</img> ) [6]
- Аква фортис (азотна киселина) 🜅 (</img> ), АФ [6]
- Аква региа (азот-хлороводонична киселина) 🜆, 🜇, АР [6]
- Вино живота (концентровани етанол; зове се акуа витае или спиритус вини) 🜈, СВ или 🜉
- Амалгам (легуре метала и живе) 🝛 = ааа, ааа (између осталих скраћеница).
- Цинобар (живин сулфид) 🜓
- Сирће (дестиловано) 🜋 (по Њутну)
- Витриол или Витрољ (сулфати) 🜓 🜖 [6]
- Црни сумпор (остатак од сублимације сумпора) 🜏[7]

## Алхемијски процеси
Алхемијски магнум опус се понекад изражавао као низ хемијских операција. У случајевима када их је било дванаест, сваком би се могао приписати један од знакова зодијака као облик криптографије. Следећи пример се може наћи у Пернетијевом Dictionnaire mytho-hermétique (1758):
- Калцинација (Ован) ♈︎
- Конгелација (Бик) ♉︎
- Фиксирање (Близанци) ♊︎
- Дисолуција (Рак ) ♋︎
- Варење (Лав ) ♌︎
- Дестилација (Девица ) ♍︎
- Сублимација (Вага ) ♎︎
- Синтеза (Шкорпија ) ♏︎
- Сагоревање (Стрелац ) ♐︎
- Ферментација (Јарац ) ♑︎ (труљење )
- Умножавање (Водолија ) ♒︎
- Приказивање (Рибе ) ♓︎

## Јединице мере
Пар симбола означамају јединице за запремину, тежину и време.
- Месец 🝱 илиили xXx
- Дан-Ноћ 🝰
- Час или сат 🝮
- Гутљај 🝲
- Унца ℥
- Половина унце 🝳

## Уникод
Блок Алхемијски симболи је додат 2010. године као део Уникод 6.0.
| Алхемијски симболи[1][2] Званична табела кодова Уникод конзорцијума (PDF)               |   |   |   |   |   |   |   |   |   |   |   |   |   |   |   |   |
|                                                                                         | 0 | 1 | 2 | 3 | 4 | 5 | 6 | 7 | 8 | 9 | A | B | C | D | E | F |
| U+1F70x                                                                                 | 🜀 | 🜁 | 🜂 | 🜃 | 🜄 | 🜅 | 🜆 | 🜇 | 🜈 | 🜉 | 🜊 | 🜋 | 🜌 | 🜍 | 🜎 | 🜏 |
| U+1F71x                                                                                 | 🜐 | 🜑 | 🜒 | 🜓 | 🜔 | 🜕 | 🜖 | 🜗 | 🜘 | 🜙 | 🜚 | 🜛 | 🜜 | 🜝 | 🜞 | 🜟 |
| U+1F72x                                                                                 | 🜠 | 🜡 | 🜢 | 🜣 | 🜤 | 🜥 | 🜦 | 🜧 | 🜨 | 🜩 | 🜪 | 🜫 | 🜬 | 🜭 | 🜮 | 🜯 |
| U+1F73x                                                                                 | 🜰 | 🜱 | 🜲 | 🜳 | 🜴 | 🜵 | 🜶 | 🜷 | 🜸 | 🜹 | 🜺 | 🜻 | 🜼 | 🜽 | 🜾 | 🜿 |
| U+1F74x                                                                                 | 🝀 | 🝁 | 🝂 | 🝃 | 🝄 | 🝅 | 🝆 | 🝇 | 🝈 | 🝉 | 🝊 | 🝋 | 🝌 | 🝍 | 🝎 | 🝏 |
| U+1F75x                                                                                 | 🝐 | 🝑 | 🝒 | 🝓 | 🝔 | 🝕 | 🝖 | 🝗 | 🝘 | 🝙 | 🝚 | 🝛 | 🝜 | 🝝 | 🝞 | 🝟 |
| U+1F76x                                                                                 | 🝠 | 🝡 | 🝢 | 🝣 | 🝤 | 🝥 | 🝦 | 🝧 | 🝨 | 🝩 | 🝪 | 🝫 | 🝬 | 🝭 | 🝮 | 🝯 |
| U+1F77x                                                                                 | 🝰 | 🝱 | 🝲 | 🝳 | 🝴 | 🝵 | 🝶 |   |   |   |   | 🝻 | 🝼 | 🝽 | 🝾 | 🝿 |
| Notes 1.^ Шаблон:Јуникод верзија 2.^ Сива подручја означавају нераспоређене кодне тачке |   |   |   |   |   |   |   |   |   |   |   |   |   |   |   |   |

## Галерија
Овде су приказане таблице из књиге Реутер де Розмон (1931) Историја апотекарства кроз векове, том II, 4 таблице после стране 260 и 2 таблице после стране 268.
- (свих 6 таблица, урамљених)